# М.1931
Christie M1928\M1931, известен также как «Model 1940» — американский скоростной легкий пушечный танк, разработки Джона Уолтера Кристи. Проектирование было начато Кристи в начале 1920-х годов и первоначально был выпущен в 1928 году, затем с доработками произведен как модель М1931. Данный танк был куплен СССР и производился как БТ-2, который впоследствии и стал основой для всей серии советских танков БТ.

## Ходовая «подвеска Кристи»
Для ставшей знаменитой ходовой системы было взято в качестве основы четыре пары сдвоенных опорных катков с резиновыми бандажами, передними направляющими и задними ведущими колёсами. Задняя колесная пара была ведущей, передняя пара колёс была управляемой при движении на колёсном ходу. Совершенно новой была подвеска танка — каждое колесо оснащалось мощной вертикально установленной пружиной, расположенной между двумя бортовыми листами корпуса и связанной с катками через качающиеся рычаги. Данная схема впоследствии получила наименование «подвески Кристи» (или подвески «свечного» типа) и устанавливалась на многие виды бронетехники практически без изменений, например на советские танки Т-34 и британские крейсерские А34 «Comet».

## Бронирование, вооружение и скорость
Толщина бронирования танка Кристи составляла около 12,7-мм. Танк был оснащен 12-цилиндровым V-образным бензиновым двигателем Liberty L-12 мощностью 338 л. с. с жидкостным охлаждением. Запас топлива составлял 190 литров (50 галлонов).
Экипаж танка состоял из 3-х человек: водителя, командира машины и стрелка. Вооружение состояло первоначально из двух 7,62-мм пулеметов Browning и 37-мм пушки. Танк развивал максимальную скорость на колесах 120 км\ч - какие американские автомобили 1930 года имели максимальную скорость 130км/ч ? и 67 км\ч на гусеницах.
После испытаний, несмотря на множество замечаний, пехота и кавалерия остались довольны показанными этой машиной скоростными характеристиками и 22 августа 1929 года танковый комитет министерства обороны США рекомендовал принять М1928 на вооружение и включить его в текущую производственную программу.
В конце 1931 года Кристи создал улучшенную модель названную М1931. Конструкция корпуса подверглась изменениям: уменьшена высота, переделана кормовая часть. Появилась цилиндрическая одноместная башня с 37-мм орудием и небольшой командирской башенкой.
Ходовая часть танка также подверглась частичным доработкам. Она состояла из восьми опорных обрезиненных колес диаметром 686 мм установленных на качающихся рычагах с длинными геликоидальными пружинами, обеспечивавшими колесу вертикальный ход до 40,65 см. Таким образом, каждое колесо могло подниматься до уровня днища танка, что обеспечивало ему очень высокую проходимость. Гусеницы состояли из стальных пластин площадью около 645 см². Время перехода с колес на гусеницы увеличилось до 30 минут, при том, что принцип смены хода не менялся.

## Продажа лицензии СССР
К машинам Кристи проявляли интерес многие страны. Первоначально Польша подписала договор на покупку лицензии, однако сделка была сорвана и лицензия была продана Советскому Союзу. В СССР танк производился под маркой БТ-2, который и стал основой для танков БТ-5, БТ-7 и Т-34.